# Captain America: Super Soldier
«Капитан Америка: Супер Солдат» (англ. Captain America: Super Soldier) — видеоигра от 3-го лица, сюжет которой основан на фильме «Первый мститель». Релиз состоялся на 19 июля 2011 года в США.

## Игровой процесс
Игроку даётся роль управления Капитаном Америкой, основным оружием является его щит из вибраниумо-стального сплава, который можно бросать, отклонять снаряды, решать головоломки. Также герой обучен различным акробатическим приёмам.
Главным злодеем в игре будет организация ГИДРА, в которую входят такие суперзлодеи как Железный крест, Красный Череп и Арним Зола. Сюжет был написан Кристосом Гейджем, который ранее работал над сюжетами комиксов, фильмов и телешоу. Версия игры для Xbox 360 и PlayStation 3 поддерживает технологию 3D изображения, воспроизводимого на специальных 3D-телеэкранах, версия игры для PlayStation Portable была отменена.

## Персонажи
- Крис Эванс в роли Капитана Америки / Стива Роджерса
- Хэйли Этвелл в роли Пегги Картер
- Стивен Блум в роли Барона Генриха Земо
- Кеннет Чой[англ.] в роли Джима Морито
- Майкл Донован в роли Железного Креста
- Дж. Дж. Фейлд в роли Монтгомери Фалсворта
- Кит Фергюсон в роли Красного Черепа
- Нил МакДонаф в роли Дум-Дум Дугана
- Лиам О'Брайн в роли Говарда Старка
- Андре Соглуззо в роли Арнима Золы
- Себастиан Стэн в роли Баки Барнса
- Одри Василевски в роли Мадам Гидры
- Кай Вульф в роли Барона Страйкера

## Критика
| Сводный рейтинг       | Сводный рейтинг                                                  |
| Агрегатор             | Оценка                                                           |
| --------------------- | ---------------------------------------------------------------- |
| GameRankings          | PS3: 63,34 % X360: 63,12 % Wii: 58,64 % DS: 56,10 % 3DS: 53,20 % |
| Русскоязычные издания |                                                                  |
| Издание               | Оценка                                                           |
| PlayGround.ru         | 4,2/10                                                           |

Игра получила смешанные отзывы критиков. IGN оценили игру 5/10 баллов. А GameSpot поставили игре 6.5/10 баллов. Хотя были и хорошие отзывы, например, канал G4 поставил игре 4 из 5 возможных баллов.